# Sommer-Paralympics 2024/Teilnehmer (Lettland)
| stlisierte Goldmedaille | stlisierte Silbermedaille | stlisierte Bronzemedaille |
| ----------------------- | ------------------------- | ------------------------- |
| 3                       | 1                         | —                         |

Lettland entsandte zwei Athletinnen und sechs Athleten zu den Paralympischen Sommerspielen 2024 in Paris. Als Fahnenträger bei der Eröffnungsfeier wurden Diana Krumina und Rihards Snikus ausgewählt.

## Teilnehmer nach Sportart

### Leichtathletik
| Athleten      | Klassifizierung | Wettbewerb(e) | Zeit/Weite | Rang   |
| ------------- | --------------- | ------------- | ---------- | ------ |
| Frauen        |                 |               |            |        |
| Diana Krumina | F55             | Speerwurf     | 24,99 m    | Gold   |
| Diana Krumina | F55             | Diskuswurf    | 24,31 m    | 4      |
| Männer        |                 |               |            |        |
| Aigars Apinis | F52             | Diskuswurf    | 20,62 m    | Silber |
| Emils Dzilna  | F12             | Kugelstoßen   | 15,60 m    | 5      |
| Raivo Maksims | F46             | Kugelstoßen   | 11,63 m    | 10     |
| Raivo Maksims | F46             | Speerwurf     | 47,54 m    | 8      |

### Radsport

#### Bahn
| Athleten       | Wettbewerb         | Qualifikation | Qualifikation | Finals        | Finals        | Rang |
| Athleten       | Wettbewerb         | Zeit          | Rang          | Gegner        | Zeit          | Rang |
| -------------- | ------------------ | ------------- | ------------- | ------------- | ------------- | ---- |
| Männer         |                    |               |               |               |               |      |
| Oskars Gailiss | Einerverfolgung C4 | 5:09,932 min  | 11            | ausgeschieden | ausgeschieden | 11   |
| Oskars Gailiss | Zeitfahren C4-5    | 1:14,160 min  | 23            | ausgeschieden | ausgeschieden | 23   |

#### Straße
| Athleten       | Wettbewerb          | Zeit         | Rang |
| -------------- | ------------------- | ------------ | ---- |
| Männer         |                     |              |      |
| Oskars Gailiss | Einzelzeitfahren C4 | 44:30,48 min | 13   |
| Oskars Gailiss | Straßenrennen C4–5  | − 1 Runde    | 18   |

### Reiten
| Athleten                             | Wettbewerb(e)             | Punkte/Prozent | Rang |
| ------------------------------------ | ------------------------- | -------------- | ---- |
| Rihards Snikus mit King of the dance | Championship Test Grade I | 79,167 %       | Gold |
| Rihards Snikus mit King of the dance | Kür Grade I               | 82,487 %       | Gold |

### Schießen
| Athleten        | Wettbewerb                 | Qualifikation   | Qualifikation | Finale          | Finale        | Rang |
| Athleten        | Wettbewerb                 | Ringe/ Scheiben | Rang          | Ringe/ Scheiben | Rang          | Rang |
| --------------- | -------------------------- | --------------- | ------------- | --------------- | ------------- | ---- |
| Frauen          |                            |                 |               |                 |               |      |
| Margita Kanopka | Luftpistole 10 Meter (SH1) | 526             | 16            | ausgeschieden   | ausgeschieden | 16   |

### Schwimmen
| Athleten         | Klassifizierung | Wettbewerb(e)                | Zeit/Weite      | Rang |
| ---------------- | --------------- | ---------------------------- | --------------- | ---- |
| Männer           |                 |                              |                 |      |
| Jurijs Semjonovs | S7              | 50 m Freistil – Vorlauf      | 29,99 sek       | 9    |
| Jurijs Semjonovs | S7              | 100 m Rücken – Finale        | 1:14,76 min     | 7    |
| Jurijs Semjonovs | S7              | 50 m Schmetterling – Vorlauf | disqualifiziert | DSQ  |
| Jurijs Semjonovs | SM7             | 200 m Lagen                  | 2:50,52 sek     | 9    |